# Odkrywka rudy darniowej w Wierzchach

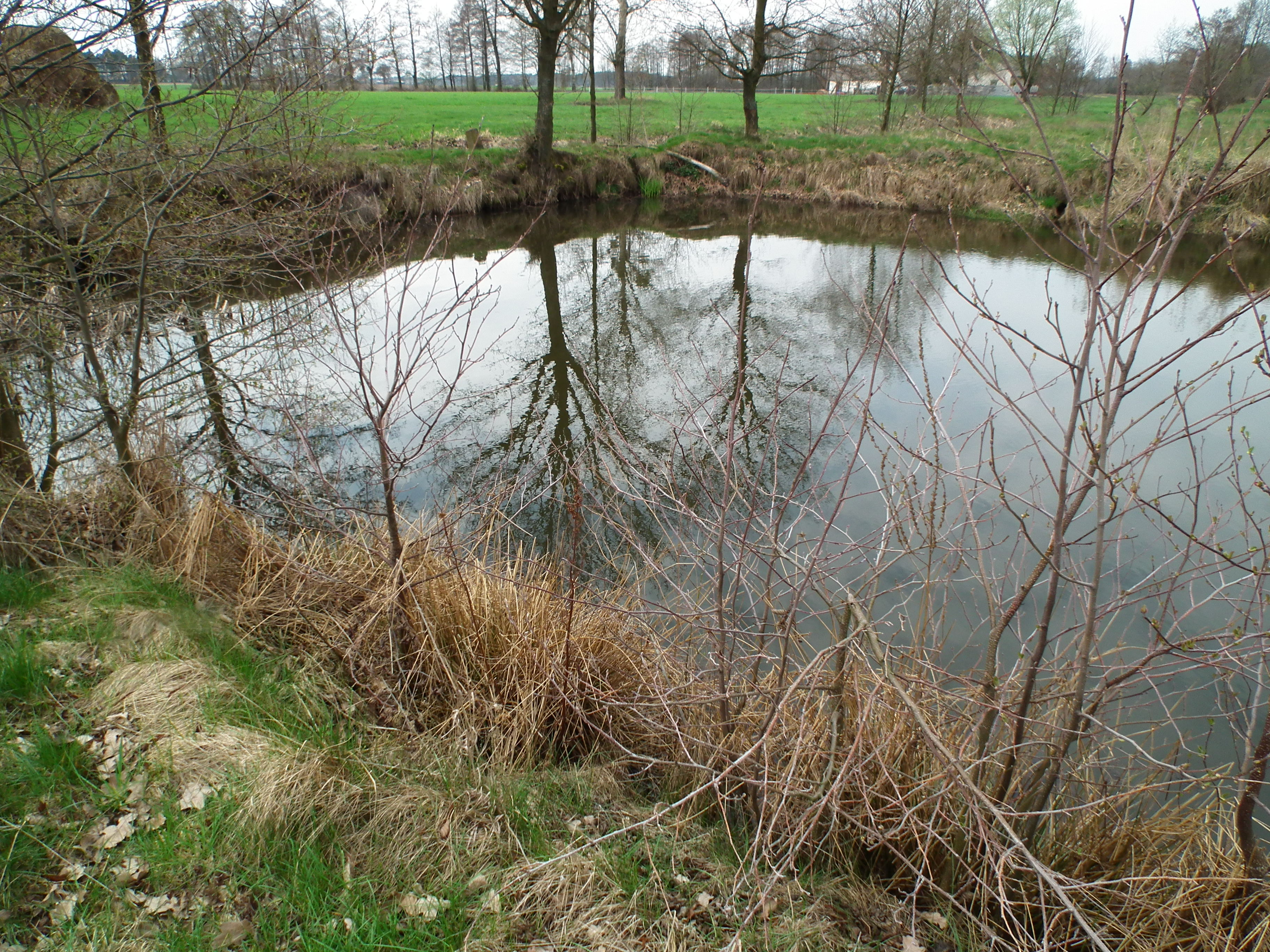
Widok ogólny od wschodu

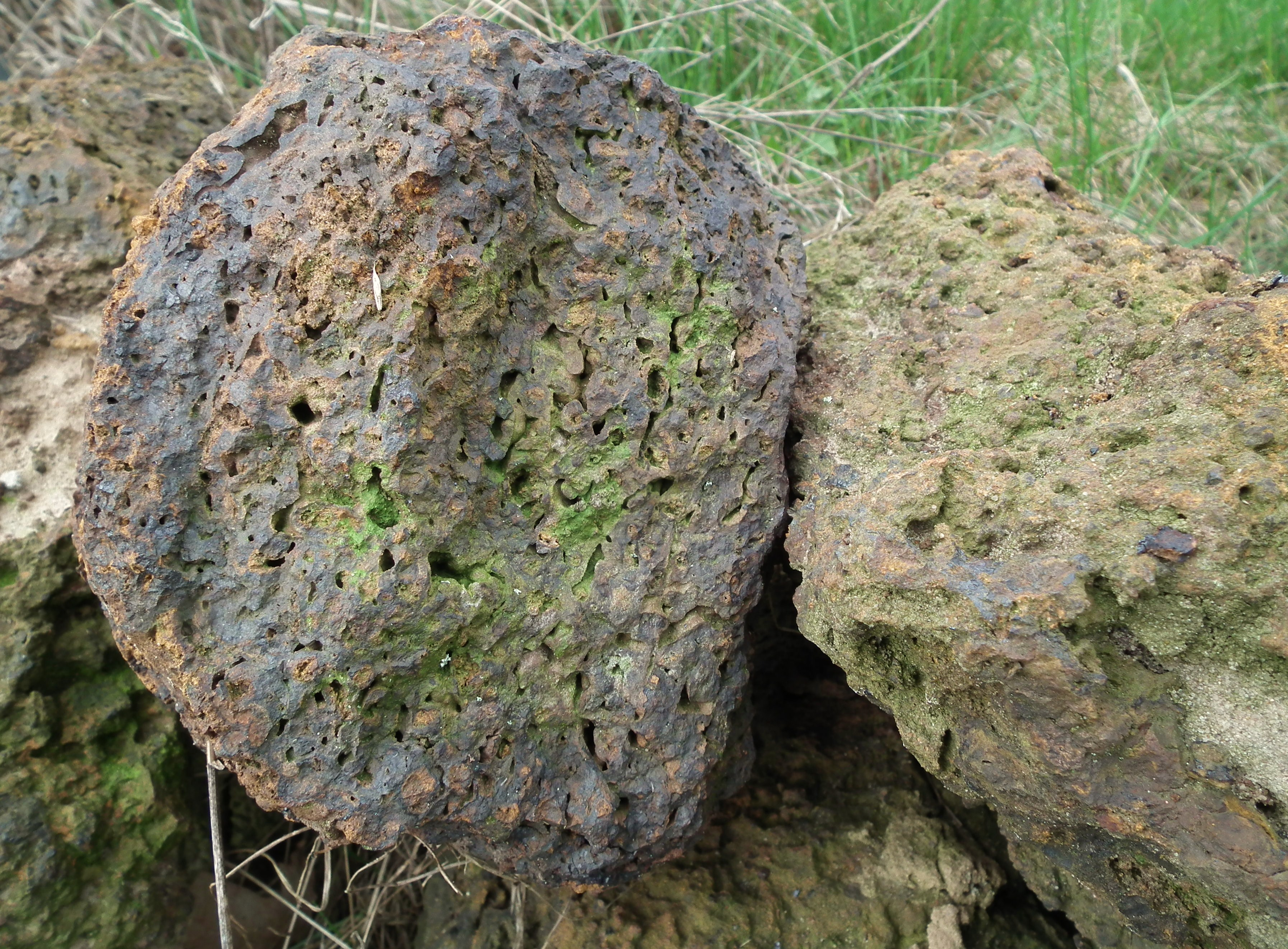
Fragmenty rudy eksponowane na miejscu

Odkrywka rudy darniowej w Wierzchach – udostępnione turystycznie dawne wyrobisko rudy darniowej zlokalizowane w północnej części wsi Wierzchy w powiecie pleszewskim.
Stanowisko jest jedną z wielu pozostałości odkrywkowego wydobywania pokładów rudy darniowej, które było popularnym źródłem pozyskiwania materiału hutniczego i budowlanego na obszarze Puszczy Pyzdrskiej. Ruda zalega tu na głębokości około 20–30 cm pod powierzchnia darni i łąk, tworząc pokłady w formie gruzu bądź płyt o powierzchni nawet kilkudziesięciu metrów kwadratowych. Surowiec był wykorzystywany początkowo w hutnictwie, co upamiętniają nazwy miejscowości z terenu puszczy, np.: Rudunek, Ruda Komorska, Kuźnia i inne. Ruda darniowa miała jednak niewielki procent żelaza i jej wykorzystywanie w nowoczesnym hutnictwie nie było opłacalne (ostatnie próby podejmowali Niemcy w czasie II wojny światowej w kopalni na terenie Łazińska Drugiego). Istotnym zastosowaniem rudy darniowej było też budownictwo – do dziś we wsiach Puszczy Pyzdrskiej zachowały się budynki wykonane z tego budulca, który charakteryzuje się dobrymi właściwościami izolacyjnymi, m.in. nie przepuszcza wilgoci do wnętrza.
Odkrywka w Wierzchach zalana jest wodą tworząc zbliżony do prostokąta staw. Znajduje się kilkadziesiąt metrów na zachód od drogi Gizałki – Zagórów (przy zagrodzie nr 24) i jest oznaczona drogowskazem oraz tablicą informacyjną.